# Tiempo de concentración
El tiempo de concentración tc de una determinada cuenca hidrográfica es el tiempo necesario para que el caudal saliente se estabilice, cuando  ocurra una precipitación con intensidad constante sobre toda la cuenca.

## Simbología
| Símbolo               | Nombre                                                                  | Unidad |
| --------------------- | ----------------------------------------------------------------------- | ------ |
| {\displaystyle b}     | Coeficiente                                                             |        |
| {\displaystyle c_{r}} | Coeficiente de retardo en función del tipo de superficie (ver tabla)    |        |
| {\displaystyle i}     | Intensidad de la precipitación                                          | mm / h |
| {\displaystyle k}     | Coeficiente de escurrimiento (ver tabla de valores numéricos más abajo) |        |
| {\displaystyle L}     | Longitud del cauce principal                                            | m      |
| {\displaystyle S}     | Pendiente media de la superficie                                        |        |
| {\displaystyle t_{c}} | Tiempo de concentración                                                 | min    |

## Descripción
Para áreas pequeñas, sin red hidrográfica definida, en las cuales el escurrimiento es laminar en la superficie, Izzard dedujo la siguiente expresión para determinar el tiempo de concentración ({\displaystyle t_{c}}):
{\displaystyle t_{c}={\frac {(526,42)\ b\ (L)^{1/3}}{(k\ i)^{2/3}}}}
{\displaystyle b={\frac {(0,0000276)\ i+c_{r}}{(S)^{1/3}}}}
| Tipo de superficie          | {\displaystyle c_{r}} |
| --------------------------- | --------------------- |
| Asfalto liso y acabado      | 0.007                 |
| Concreto                    | 0.012                 |
| Macadam asfáltico           | 0.017                 |
| Suelo limpio sin vegetación | 0.046                 |
| Vegetación rastrera densa   | 0.060                 |

Las fórmulas empíricas descritas arriba solo son aplicables cuando: {\displaystyle i\cdot L<3870}
El tiempo de concentración de una cuenca hidrográfica pequeña será igual a la suma del mayor tiempo de escurrimiento laminar superficial con el mayor tiempo de escurrimiento en el alveo fluvial que se constate en cualquier lugar de la cuenca.
El tiempo de escurrimiento en el albeo se considera, en general, como el alveo de mayor longitud dividido por la velocidad media del agua en el cauce, una vez que éste esté prácticamente lleno.
Cuando los caudales del escurrimiento superficial, laminar (en el suelo) o fluvial (en el alveo) aumenta, las profundidades también aumentan. Al aumentar la profundidad, una cantidad de agua es temporalmente almacenada, hasta que el caudal disminuye y el sistema se vacía progresivamente. Para llegarse a una situación de equilibrio hasta que se haya "llenado" el sistema. El proceso es análogo al que se da en el llenado de un barril, que tiene un agujero en el fondo, con un caudal constante de entrada. El barril se irá llenando hasta que el caudal que sale por el agujero, (el cual es función de la altura de agua dentro del barril) sea igual al caudal que entra. Si aumentamos el tamaño del agujero, el punto de equilibrio se alcanzará con el barril más lleno, y por lo tanto demorará más tiempo para alcanzarse el equilibrio. Si el diámetro del barril se aumenta se requerirá más tiempo para alcanzar la profundidad de agua en él que nos del caudal de equilibrio. Por analogía, cuando el área de drenaje aumenta, también aumenta el tiempo necesario para alcanzar la condición de equilibrio en los diversos cauces, y por otra parte al aumentar el tiempo aumenta también la probabilidad de que la lluvia no mantenga su intensidad más o menos constante. Todos estos factores hacen que la precisión de las ecuaciones reportadas arriba disminuya. Por esta razón estas expresiones deben ser utilizadas con restricciones para áreas de drenaje mayores a 4 ha.